# Симоновский сельсовет (Алтайский край)
Симоновский сельсовет — муниципальное образование со статусом сельского поселения и административно-территориальное образование в Угловском районе Алтайского края России. Административный центр — село Симоново.

## Население
По результатам Всероссийской переписи населения 2010 года, численность населения муниципального образования составила 1056 человек, в том числе 514 мужчин и 542 женщины. Оценка Росстата на 1 января 2012 года — 1016 человек.

## Населённые пункты
В состав сельского поселения входит 4 населённых пункта:
- село Валовой Кордон,
- село Кормиха,
- село Симоново,
- село Чернокоровниково.